# Diego Madrigal
Diego Madrigal (ur. 19 marca 1989 w San José) – kostarykański piłkarz występujący na pozycji napastnika.

## Kariera klubowa
Madrigal zawodową karierę rozpoczął w 2008 roku w zespole Universidad de Costa Rica. W 2010 roku odszedł do CS Herediano, a na początku 2011 roku trafił do paragwajskiego Cerro Porteño. W Primera División Paraguaya zadebiutował 13 lutego 2011 roku w zremisowanym 2:2 pojedynku z Rubio Ñú. W barwach Cerro rozegrał 5 spotkań.
W połowie 2011 roku wrócił do Herediano.

## Kariera reprezentacyjna
W reprezentacji Kostaryki Madrigal zadebiutował 27 stycznia 2010 roku przegranym 2:3 towarzyskim meczu z Argentyną, w którym strzelił także gola. W 2011 roku został powołany do kadry na Złoty Puchar CONCACAF. Zagrał na nim w meczach z Meksykiem (1:4) i Hondurasem (1:1, 2:4 w rzutach karnych). Z tamtego turnieju Kostaryka odpadła w ćwierćfinale.
W tym samym roku Madrigal wziął również udział w Copa América. Na tamtym turnieju, zakończonym przez Kostarykę na fazie grupowej, wystąpił w spotkaniach z Kolumbią (0:1), Boliwią (2:0) i Argentyną (0:3).